# Aleksy I Gabras
Aleksy I Gabras (zm. 1434) – bizantyński książę państwa Teodoro na Krymie w latach 1402-1434 z dynastii Gabrasów.

## Życiorys
Był synem Stefana Gabrasa. Był jednym z czołowych władców w historii państwa Teodoro. Dokończył odbudowę zrujnowanego państwa. Rozpoczął też jego ekspansję terytorialną, co doprowadziło do wojen z genueńską kolonią Kaffą na Krymie. Wojny prowadzone w okresie 1422-1424 i ponownie od 1433 toczone były ze zmiennym szczęściem. Zakończyły się bez istotnych nabytków i strat terytorialnych dla obu stron. Jego synami byli kolejni władcy Teodoro: Aleksy II Gabras (1434–1444), Jan Gabras (1444–1460) i Izaak Gabras (1471–1474). Jego córkami  były: Maria z Gotii, żona ostatniego cesarza Trapezuntu Dawida II Wielkiego Komnena (1458-1461) i Maria z Mangup, żona Stefana III Wielkiego, hospodara Mołdawii. 